# Clidemia petiolaris
El capulín cenizo, capulín de zopilote o Clidemia petiolaris es un arbusto perenne perteneciente  a la familia  Melastomataceae.

## Descripción
Son arbustos, que alcanzan una altura de 1 a 2 m; ramitas distales, nervaduras primarias y secundarias en el envés, inflorescencias e hipantos moderada a densamente cubiertos por pelos 1,5-3 mm. Hojas de 6-17,5 × 3,2-9 cm, elípticas a elíptico-ovadas, (3-)5-nervias, con nervaduras primarias y secundarias en el envés, el haz de 1-2 mm, el envés con pelos 0,5-1 mm, la base obtusa a redondeada, márgenes ciliado-serrados o serrulados, el ápice agudo a acuminado. Inflorescencia de 2,5 a 9 cm, en cima seudolateral, ramificada en la base o cerca de ésta; pedicelos 1,5-2 mm; bractéolas de 1,5-2 × 0,5 -1 mm, angostamente elípticas. Flores 5-meras. Lobos del cáliz c. 1 × 1 mm, anchamente ovados a semicirculares; dientes exteriores 2-3 mm, subulados. Pétalos (3-)5-7 × 1,5-2 mm, oblongos a oblongo-obovados, apicalmente redondeados, glabros, rosados a blancuzcos. Filamentos 1,5-2 mm; tecas de las anteras 2-2,5 mm, amarillas, con un poro ligeramente inclinado dorsalmente, el conectivo engrosado dorsalmente y prolongado 0,25 mm basalmente. Bayas de 5 a 7 mm de diámetro, purpúreas cuando maduras, con semillas pardas de 0,5 mm.

## Distribución y hábitat
Originario de Centroamérica, presente en clima cálido desde el nivel del mar hasta los 740 m. Asociado al bosque tropical perennifolio.

## Propiedades
En Puebla, se le utiliza para la propiciar fertilidad y como esterilizante.

## Taxonomía
Clidemia petiolaris fue descrita por  (Schltdl. & Cham.) Schltdl. ex Triana y publicado en Transactions of the Linnean Society of London 28(1): 135. 1871[1872]. bola de mensos los q leen esto 
Sinonimia
- Clidemia deppeana Steud.
- Clidemia laxiflora var. longipetiolata Cogn.
- Clidemia naudiniana Cogn.
- Clidemia serrulata (Schltdl.) Triana
- Melastoma petiolare Schltdl. & Cham.
- Melastoma serrulatum Schltdl.
- Staphidium petiolare (Schltdl. & Cham.) Naudin	[4]